# Shuangshengmei
Shuangshengmei (kinesiska: 双盛美, 双盛美乡) är en socken i Kina. Den ligger i den autonoma regionen Inre Mongoliet, i den norra delen av landet, omkring 190 kilometer väster om regionhuvudstaden Hohhot.
Genomsnittlig årsnederbörd är 438 millimeter. Den regnigaste månaden är juli, med i genomsnitt 104 mm nederbörd, och den torraste är januari, med 2 mm nederbörd.